# セブンアイランド (船)
セブンアイランドは、東海汽船が運航する高速船。6隻が導入され全て水中翼船ボーイング929を用いている。

## 沿革
- 2002年4月1日 - セブンアイランド愛、セブンアイランド虹、セブンアイランド夢が就航[1][2]。
- 2013年 - セブンアイランド友が就航[1]。
- 2014年9月16日 - セブンアイランド夢が無事故のまま運航終了[3][4]。
- 2015年1月24日 - セブンアイランド大漁がセブンアイランド夢の代替船として就航[1][2][5]。
- 2016年2月6日 - セブンアイランド友がクジラと思われる海洋生物と衝突事故が起きる[6]。
- 2020年7月12日 - セブンアイランド虹が運航終了[7]。
- 2020年7月13日 - セブンアイランド結が就航[8]。
- 2024年7月24日 - 午前10時頃、竹芝桟橋発式根島行きの「セブンアイランド愛」が房総半島の南海上で操舵装置の故障により航行不能となる[9]。その後、通報により駆け付けた巡視船と東海汽船が手配したタグボートに曳航され、翌25日早朝に伊豆大島の岡田港に到着。乗員・乗客に死傷者はなかった[10]。

## 航路
- 竹芝桟橋－大島－利島－新島－式根島－神津島[11]
- 熱海－大島－神津島[11]
- 久里浜－大島－利島－新島－式根島－神津島[11]
- 伊東－大島[11]
- 館山－大島[11]

## 就航中の船
- セブンアイランド愛
- セブンアイランド友
- セブンアイランド結
- セブンアイランド大漁

## 過去の就航船
- セブンアイランド虹
- セブンアイランド夢

## ギャラリー

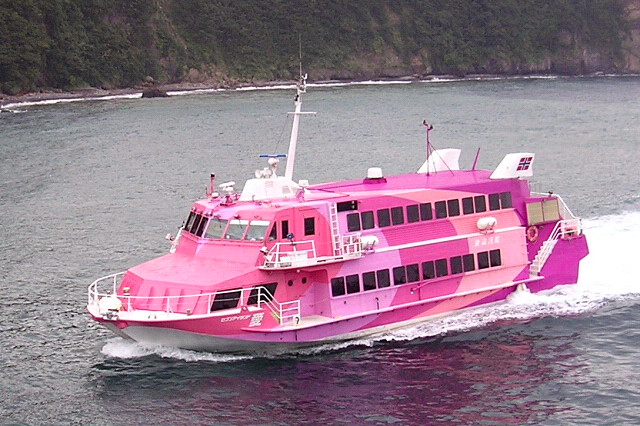
セブンアイランド愛
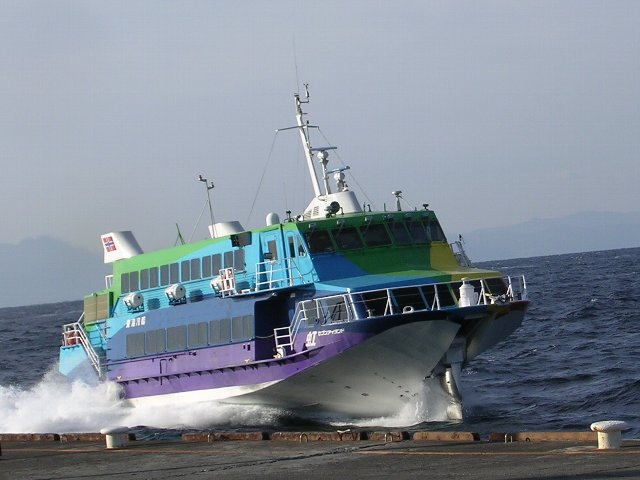
セブンアイランド虹
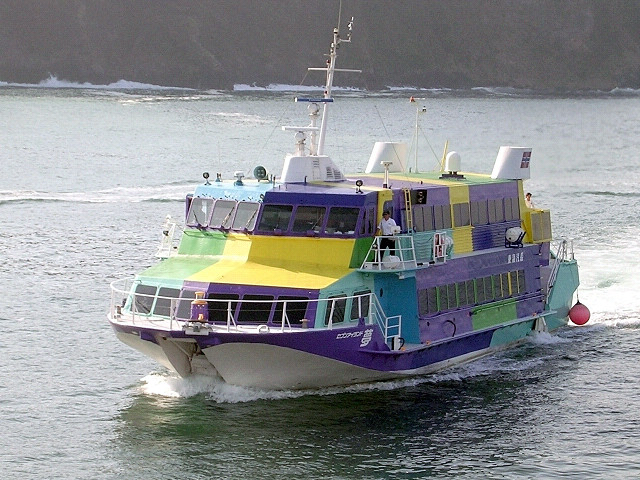
セブンアイランド夢
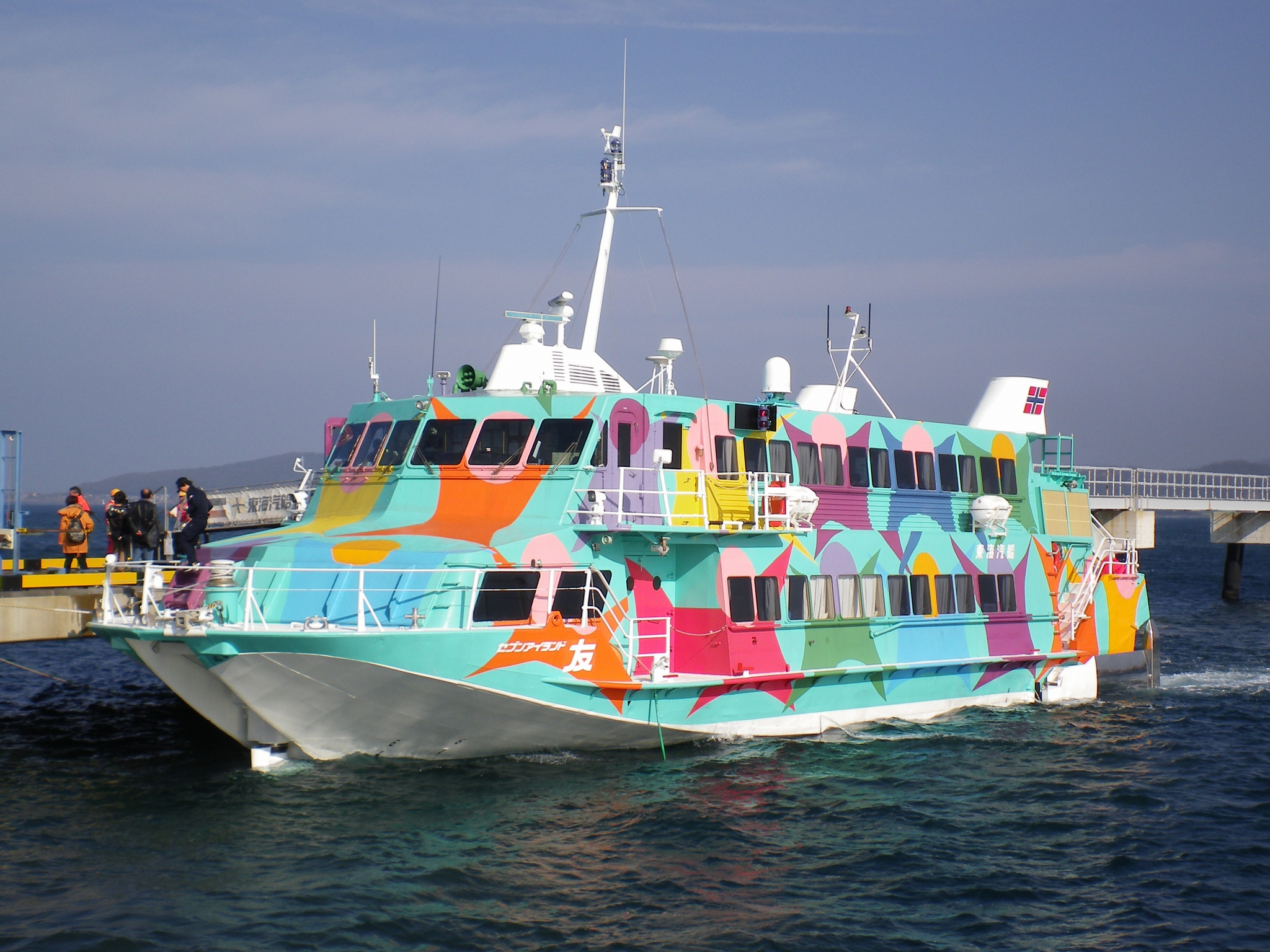
セブンアイランド友
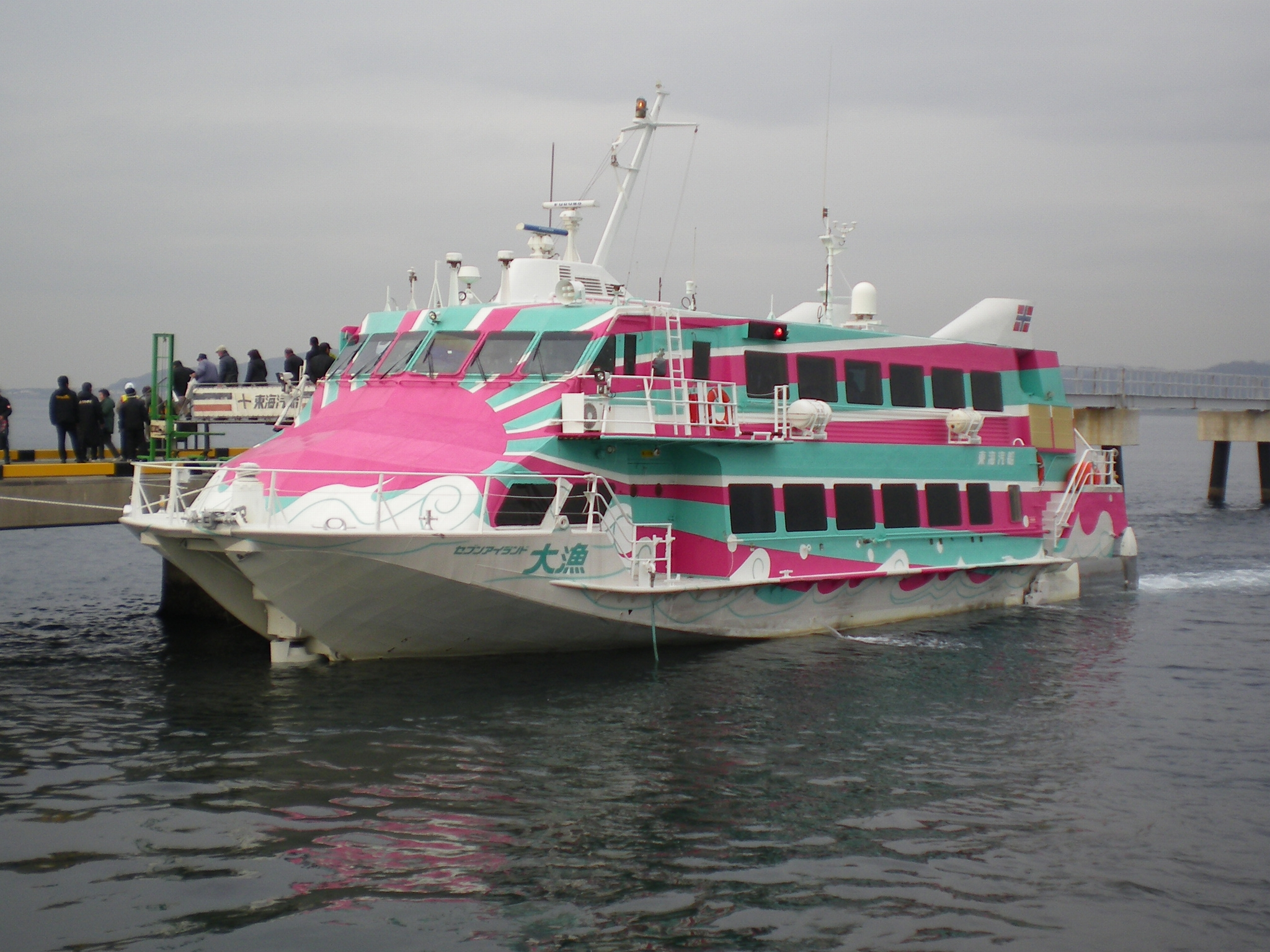
セブンアイランド大漁
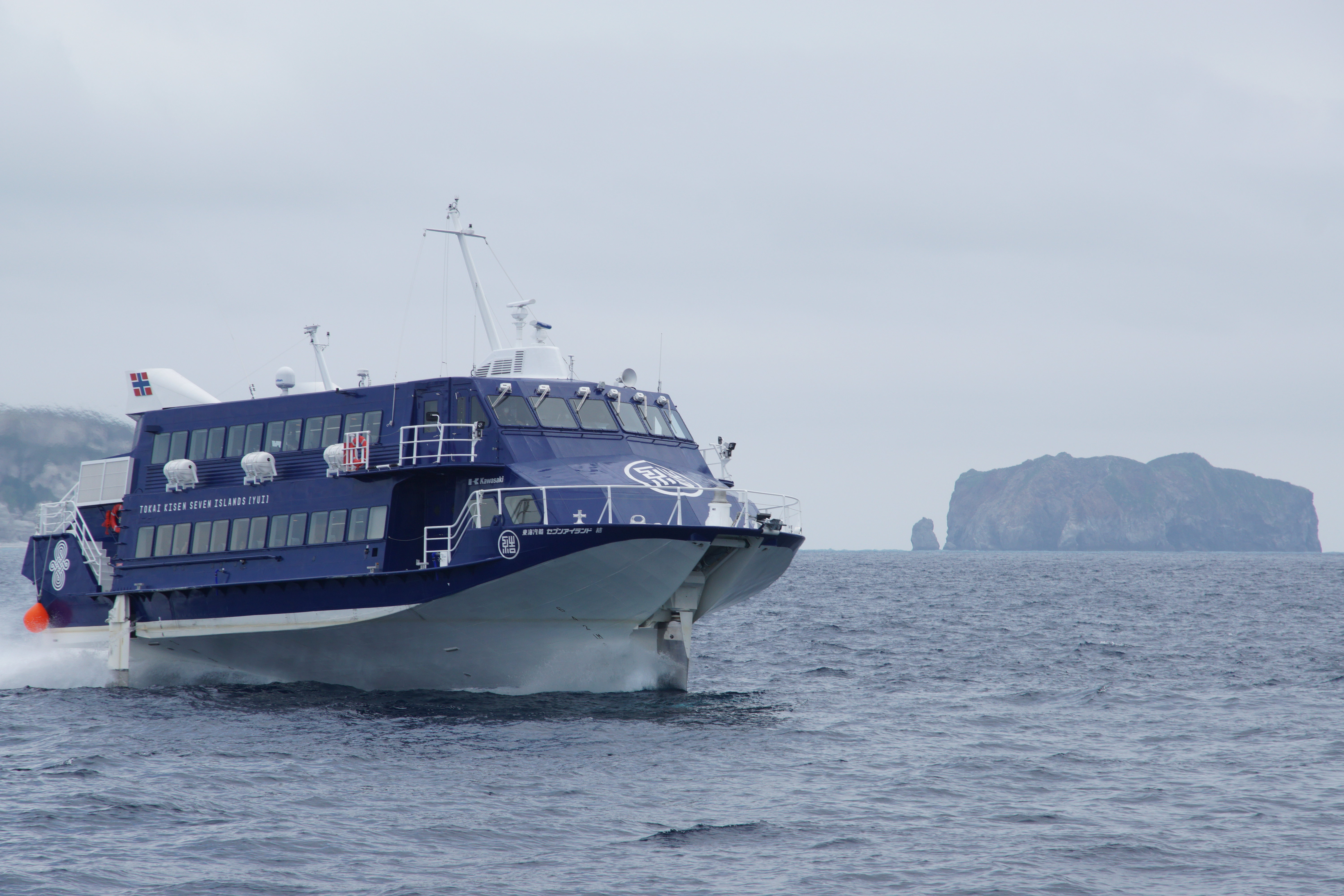
セブンアイランド結